# Żurawie (województwo lubelskie)
Żurawie – wieś w Polsce położona w województwie lubelskim, w powiecie biłgorajskim, w gminie Turobin.
W latach 1975–1998 miejscowość administracyjnie należała do województwa zamojskiego.
Wieś jest sołectwem w gminie Turobin. Według Narodowego Spisu Powszechnego z roku 2011 wieś liczyła 255 mieszkańców i była dwunastą co do liczby ludności miejscowością gminy.